# Liste der Bodendenkmäler in Bergen (Chiemgau)
Auf dieser Seite sind die Bodendenkmäler in der oberbayerischen Gemeinde Bergen zusammengestellt. Diese Tabelle ist eine Teilliste der Liste der Bodendenkmäler in Bayern. Grundlage ist die Bayerische Denkmalliste, die auf Basis des Bayerischen Denkmalschutzgesetzes vom 1. Oktober 1973 erstmals erstellt wurde und seither durch das Bayerische Landesamt für Denkmalpflege geführt wird. Die folgenden Angaben ersetzen nicht die rechtsverbindliche Auskunft der Denkmalschutzbehörde.

## Bodendenkmäler der Gemeinde Bergen

### Bodendenkmäler im Ortsteil Bergen
| Lage              | Objekt | Akten-Nr.     | Bild |
| ----------------- | --- | ------------- | ---- |
| Bergen (Standort) | Pfarrkirche St. Ägidius Untertägige spätmittelalterliche und frühneuzeitliche Befunde im Bereich der Katholischen Pfarrkirche St. Ägidius in Bergen und ihrer Vorgängerbauten. | D-1-8141-0204 |      |

### Bodendenkmäler im Ortsteil Holzhausen
| Lage                                       | Objekt | Akten-Nr.     | Bild           |
| ------------------------------------------ | --- | ------------- | -------------- |
| Holzhausen Gemarkung Holzhausen (Standort) | Villa rustica (Holzhausen) Villa rustica der römischen Kaiserzeit.                                                                                     | D-1-8141-0001 | weitere Bilder |
| Holzhausen (Standort)                      | Siedlung der römischen Kaiserzeit. | D-1-8141-0007 |                |
| Holzhausen (Standort)                      | Untertägige mittelalterliche und frühneuzeitliche Befunde im Bereich der Katholischen Filialkirche St. Jakobus in Bernhaupten und ihres Vorgängerbaus. | D-1-8141-0207 |                |